# Tetrastigma lenticellatum
Tetrastigma lenticellatum är en vinväxtart som beskrevs av Cheng Yih Wu. Tetrastigma lenticellatum ingår i släktet Tetrastigma och familjen vinväxter. Inga underarter finns listade i Catalogue of Life.